# Festival de Gramado 2025
A 53.ª edição anual do Festival de Gramado acontecerá entre os dias 13 e 23 de agosto de 2025. Essa edição terá como filme de abertura o premiado "O Último Azul, do cineasta Gabriel Mascaro, a sessão também será a estreia do longa no território brasileiro.
Em 8 de julho, foram anuciados os longa-metragens brasileiros e curta-metragens gaúchos selecionados em competição. Nessa edição, Cinco Tipos de Medo tornou-se o primeiro filme em longa-metragem Mato-grossense a competir no festival.

## Curadoria
Estes são os curadores do 53º Festival de Gramado:

#### Longas-Metragens Brasileiros e Documentais
- Camila Morgado, Atriz brasileira;
- Caio Blat, Ator e cineasta brasileiro;
- Marcos Santuario, Jornalista e crítico de cinema brasileiro.

#### Longas-Metragens Gaúchos
- Mônica Kanitz, Jornalista brasileira;
- Leonardo Bomfim, programador da sala de cinema brasileiro;
- Sabrina Fidalgo, Cineasta brasileira.

#### Curtas-metragens Brasileiros[6]
- Adriana Androvandi, jornalista e crítica de cinema;
- Diego Benevides, jornalista, pesquisador e crítico de cinema;
- Graziella Ferst, produtora executiva;
- Renata Diniz , cineasta;
- Wagner Rosa, professor e realizador .

## Juri
Estes são os integrantes do Juri Oficial do 53º Festival de Gramado:

### Longas-Metragens Brasileiros
- Edson Celulari, ator;
- Isabel Fillardis, atriz;
- Sergio Rezende, cineasta;
- Fernanda Lomba, cineasta;
- Petrus Cariry, cineasta.

### Longas-Metragens Documentais
- Bertrand Lira, Professor, cineasta e curador;
- Marcos Breda, ator, professor, produtor, diretor, locutor e astrólogo;
- Thais Fernandes,  jornalista.

### Longas-Metragens Gaúchos
- Daniel Fernandes, Jornalista, crítico de cinema, escritor e radialista.;
- Gabrielle Fleck, atriz e produtora;
- Keyti Souza,  produtora.

### Curtas-Metragens Brasileiros
- Ailton Franco Jr.,produtor executivo de cinema e de eventos;
- Dríade Aguiar, crítica de cinema;
- Polly Marinho, atriz;
- Sarah Oliveira, comunicadora.

### Curtas-Metragens Gaúchos
- Ceci Alves dos Santos, Roteirista e diretora;
- Daniela Marinho,  produtora de cinema;
- Donny Correia da Silva, Poeta, cineasta, escritor e pesquisador;
- Flávio Botelho Jr.,  cineasta, roteirista e produtor;
- Vera Zaverucha.,  consultora em Legislação.

### Júri da Crítica (Accirs/Abraccine)
- Arthur Gadelha, crítico de cinema cearense;
- Cristian Verardi, crítica de cinema gaúcha;
- Ivana Silva, crítica de cinema gaúcha;
- Paulo Henrique Silva, critico de cinema mineiro;
- Raquel Carneiro, crítica de cinema gaucha.

## Seleção Oficial

### Longas-Metragens Brasileiros
Estes longas foram selecionados para dispultar o Troféu Kikito de Melhor Filme:
| Titulo                           | Diretor(es)          | Unidade da Federação |
| -------------------------------- | -------------------- | -------------------- |
| A Natureza das Coisas Invisíveis | Rafaela Camelo       | Distrito Federal     |
| Cinco Tipos de Medo              | Bruno Bini           | Mato Grosso          |
| Nó                               | Laís Melo            | Paraná               |
| Papagaios                        | Douglas Soares       | Rio de Janeiro       |
| Querido Mundo                    | Miguel Falabella     | Rio de Janeiro       |
| Sonhar com Leões                 | Paolo Marinou-Blanco | São Paulo            |

### Longas-Metragens Documentais
Estes longas documentais foram selecionados em copetição:
| Titulo                   | Diretor(es)                         | Unidade da Federação |
| ------------------------ | ----------------------------------- | -------------------- |
| Lendo o Mundo            | Catherine Murphy e Iris de Oliveira | Rio Grande do Norte  |
| Os Avós                  | Ana Ligia Pimentel                  | Amazonas             |
| Para Vigo me Voy         | Lírio Ferreira e Karen Harley       | Rio de Janeiro       |
| Até Onde a Vista Alcança | Alice Villela e Hidalgo Romero      | São Paulo            |

### Longas-Metragens Gaúchos
Estes são títulos disputam a Mostra Sedac/Iecine de Longas Gaúchos:
| Titulo                       | Diretor(es)            |
| ---------------------------- | ---------------------- |
| Bicho Monstro                | Germano de Oliveira    |
| Passaporte Memória           | Decio Antunes          |
| Quando a Gente Menina Cresce | Neli Mombelli          |
| Rua do Pescador, nº 6        | Bárbara Paz            |
| Uma em Mil                   | Jonatas e Tiago Rubert |

### Curtas-Metragens Brasileiros
Estes são os curta-metragens brasileiros selacionados para competição:
| Titulo                       | Diretor(es)                                  | Unidade da Federação |
| ---------------------------- | -------------------------------------------- | -------------------- |
| Aconteceu a Luz da Lua       | Crystom Afronário                            | Rio Grande do Sul    |
| Boiuna                       | Adriana de Faria                             | Pará                 |
| Cabeça de Boi                | Lucas Zacarias                               | São Paulo            |
| FrutaFizz                    | Kauan Okuma Bueno                            | São Paulo            |
| Jacaré                       | Victor Quintanilha                           | Bahia                |
| Jeguatá Xirê                 | Alan Alves-Brito, Ana Moura e Marcelo Freire | Rio Grande do Sul    |
| O Mapa Em Que Estão Meus Pés | Luciano Pedro Jr.                            | Alagoas              |
| Na Volta Eu Te Encontro      | Urânia Munzanzu                              | Bahia                |
| As Musas                     | Rosa Fernan                                  | Pernambuco           |
| Quando Eu For Grande         | Mano Cappu                                   | Paraná               |
| Réquiem Para Moïse           | Caio Barretto Briso e Susanna Lira           | Rio de Janeiro       |
| Samba Infinito               | Leonardo Martinelli                          | Rio de Janeiro       |

### Curtas-Metragens Gaúchos
Estes são os curtas-metragens gaúchos selecionados para dispultar o Troféu Assembleia Legislativa:
| Titulo                                           | Diretor(es)                                | Cidade                           |
| ------------------------------------------------ | ------------------------------------------ | -------------------------------- |
| Nhemongarai                                      | Jorge Morinico e Hopi Chapman              | Porto Alegre                     |
| Fuá – O Sonho                                    | Viviane Jag Fej Farias e Amallia Brandolff | Canela                           |
| Estudos Sobre a Vida em Rede                     | Tuane Eggers                               | Lajeado                          |
| Mãe da Manhã                                     | Clara Trevisan                             | Porto Alegre                     |
| E Depois de Fevereiro                            | Crystom Afronário                          | São Leopoldo                     |
| A Sinaleira Amarela                              | Guilherme Carravetta De Carli              | Porto Alegre                     |
| Gambá                                            | Maciel Fischer                             | Teutônia                         |
| Bom dia, Maika!                                  | Eddy Ramos                                 | Caxias do Sul/ Santa Cruz do Sul |
| Quando Começa a Chover o Coração Bate Mais Forte | Mirian Fichtner                            | Porto Alegre                     |
| Trapo                                            | João Chimendes                             | Uruguaiana                       |
| O Correspondente                                 | Thali Bartikoski e Bruno Barcelos          | Santo Antônio da Patrulha        |
| O Pintor                                         | Victor Castilhos                           | Santa Cruz do Sul                |
| O Jogo                                           | Alexandre Mattos Meireles e Chico Maximila | Pelotas                          |
| Safira, o Mar e a Vida                           | Luiz Fonseca                               | Porto Alegre                     |
| Roxo Lilás Violeta                               | Theo Tajes                                 | Porto Alegre                     |
| Enfim S.O.S.                                     | Zaracla                                    | Porto Alegre                     |
| Imigrante/Habitante                              | Cassio Tolpolar                            | Porto Alegre                     |
| Perro!                                           | Aleksia Dias e João Pedro Fiuza            | São Leopoldo                     |

### Mostras Paralelas

##### Mostra de Cinema Francês[14]
| Título Original   | Titulo no Brasil | Diretor(es)                |
| ----------------- | ---------------- | -------------------------- |
| Suprêmes          | Suprêmes         | Audrey Estrougo            |
| Chien de la Casse | Cão Danado       | Jean-Baptiste Durand       |
| Les Pires         | Os Piores        | Lise Akoka e Romane Gueret |
| Le Mohican        | O Último Moicano | Frédéric Farrucci          |

## Homenageados

### Troféu Sirmar Antunes
- Gloria Andrades[15]

### Troféu Oscarito
- Marcélia Cartaxo[16]

### Kikito de Cristal
- Rodrigo Santoro[17]

### Troféu Eduardo Abelin
- Mariza Leão[18]

## Prêmiados

#### Mostra de Curtas-Metragens Gaúchos:[19]
- Melhor filme: Trapo, de João Chimendes
- Melhor ator: Igor Costa por O Pintor
- Melhor atriz: Mikaela Amaral por Bom Dia, Maika!
- Melhor direção: Viviane Jag Fez Farias e Amallia Branadoeff por Fuá – O Sonho
- Melhor roteiro: Cássio Tolpolar por Imigrante/Habitante
- Melhor fotografia: Takeo Ito por Gambá
- Melhor montagem: Alfredo Barros por Imigrante/Habitante
- Melhor direção de arte: Clara Trevisan por Mãe da Manhã
- Melhor música: Zero por Bom Dia, Maika!
- Melhor figurino: Samy Silva por A Sinaleira Amarela
- Melhor edição de som (desenho de' som: Vini Albernaz por Mãe da Manhã
- Melhor produção / produção executiva: Renata Wotter por O Jogo
- Júri da Crítica: Gambá